# Champion of the World
"Champion of the World" é uma canção da banda britânica de rock alternativo Coldplay, sendo o quarto single de seu oitavo álbum de estúdio, Everyday Life (2019). A canção foi originalmente disponibilizada em 20 de novembro de 2019, e mais tarde como single oficial em 24 de fevereiro de 2020 nos Estados Unidos.

## Composição
Esta é a sétima faixa do lado Sunset de Everyday Life e foi escrita pelos membros da banda. "Champion of the World" contém elementos da canção "Los Angeles, Be Kind" da banda de Scott Hutchison, Owl John, como explicado por Chris Martin: 
Quero agradecer a Scott Hutchison, do Owl John, em "Champion of the World". Ele tem uma canção chamada "Los Angeles, Be Kind", que eu amo. Quando a ouvi pela primeira vez, pensei que fosse para um lado; mas foi outro. De qualquer forma, "Champion Of The World" é a canção que veio seguir o outro caminho, e é por isso que Scott é co-autor dessa música.— Chris Martin

## Vídeo musical
Em 25 de fevereiro de 2020, um vídeo musical foi disponibilizado no canal oficial do Coldplay no YouTube. O vídeo foi filmado em Los Angeles e foi dirigido pela cineasta francesa Cloé Bailly, que disse que o vídeo é sobre "esse poder mágico que as crianças têm de se desligar da realidade e pular em seu próprio mundo".

## Faixas
- Download digital e streaming

1. "Champion of the World" – 4:17

- Download digital – Live at NPR's Tiny Desk

1. "Champion of the World" (Live at NPR's Tiny Desk) – 3:36

## Desempenho nas tabelas musicais
| Tabela musical (2019–2020)                              | Maior posição |
| ------------------------------------------------------- | ------------- |
| Bélgica (Ultratip Bubbling Under da Valônia)            | 27            |
| Bélgica (Ultratip Bubbling Under de Flandres)           | 37            |
| Estados Unidos (Billboard Hot Rock & Alternative Songs) | 13            |
| Estados Unidos (Billboard Rock Airplay)                 | 40            |
| Islândia (Plötutíðindi)                                 | 36            |
| Nova Zelândia Hot Singles (RMNZ)                        | 25            |
| Reino Unido (UK Singles Chart)                          | 93            |
| Suíça (Schweizer Hitparade)                             | 56            |